# Finncháem
Finncháem ['fʴiNxaiv], auch Findchóem, Finnchóem, Findcháem oder Fionnchaomh, ist in der keltischen Mythologie Irlands eine Sagengestalt aus dem Ulster-Zyklus.

## Mythologie
Finncháem ist die Gattin des Dichters Amairgin mac Ecit Salaig, die Tochter des Druiden Cathbad und Nessas, sowie die Schwester von Elbha und Deichtire. Ihr Sohn ist der Held Conall Cernach und sie ist außerdem die Ziehmutter von Deichtires Sohn Sétanta mac Sualtaim (nach seinem Vater Sualtam), später Cú Chulainn genannt, dem Haupthelden von Ulster (siehe auch Compert Con Chulainn). Aus der Tatsache, dass Conall Cernach und Cú Chulainn Ziehbrüder sind, ergibt sich die in der Vorgeschichte zum Táin Bó Cuailnge („Der Rinderraub von Cooley“) geschilderte spannungsgeladene Freundschaft der beiden, wie sie in der Erzählung Fled Bricrenn („Bricrius' Fest“) geschildert wird.